# 38 cm armata morska SK C/34
38 cm armata morska SK C/34 – niemieckie działo okrętowe kalibru 38 cm montowane w podwójnych wieżach Drh LC/34 na pancernikach „Bismarck” i „Tirpitz”.
Działa te przeznaczone były także dla projektowanych krążowników liniowych typów O, P i Q, podjęto również produkcje tych dział celem przezbrojenia w nie pancernika „Gneisenau”. Dostawę dwudziałowej wieży z tym działem zamówił w III Rzeszy także Związek Radziecki. Po upadku Francji, dwie wieże zamierzano zainstalować na przylądku La Hague w okupowanej Francji, podobnie jak w Oxby na półwyspie Jutlandzkim, do końca wojny, nie zostało to jednak zrealizowane. Zmodyfikowanych dział 38 cm SK C/34 używano jednak w charakterze czterodziałowej baterii Todt w Haringzelles koło Audinghen, skąd ostrzeliwała brzeg brytyjski ponad Cieśniną Kaletańską. Dzięki większemu ładunkowi, działa te mogły wystrzeliwać pociski na odległość 54 900 metrów, z prędkością początkową 1050 m/s.
Podwójna wieża okrętowa obracana była elektrycznie, podobnie jak pomocniczy system elewacji, jako całość jednak, wieża sterowana była hydraulicznie, za pomocą napędzanych elektrycznie pomp.
| Masa wieży bez amunicji       | 1064 tony                                                                                               |
| Średnica ścieżki obrotu       | 8,75 metra                                                                                              |
| Średnica wewnętrzna barbety   | 10,00 metrów                                                                                            |
| Odległość między osiami dział | 3,75 metra                                                                                              |
| Odrzut                        | 105 cm                                                                                                  |
| Maksymalna prędkość elewacji  | 6° /sek                                                                                                 |
| Maksymalna prędkość obrotu    | 5,4° /sek                                                                                               |
| Cykl odpalenia                | 25 sekund                                                                                               |
| Opancerzenie                  | front: 360 mm, boki: 220 mm tył: 320 mm, strop: 130 mm przedni i tylny spad: 180 mm boczne spady 150 mm |